# 稲葉通則
稲葉 通則（いなば みちのり）は、室町時代後期から戦国時代にかけての武将。

## 生涯
稲葉通貞の長男、父が高齢のため家督を継いだ。主君の土岐頼芸が石津郡牧田に駐屯していた浅井亮政を駆逐するために兵を出すと、それに従って牧田河原に出陣した。
頼芸が浅井軍の急襲を受けて窮地に陥ると、その救援に赴いて頼芸を逃したが、長男の通勝をはじめとする息子たちや家臣数十人とともに討ち死にした。
唯一生き残った末子の良通によって菩提寺の守徳寺を建立されて葬られた。

## 参考書籍
- 『寛政重脩諸家譜 第四輯』國民圖書、1923年4月29日。

| スタブアイコン | サブスタブ | この項目は、まだ閲覧者の調べものの参照としては役立たない、人物に関連した書きかけの項目です。この項目を加筆・訂正などしてくださる協力者を求めています（P:人物伝/PJ:人物伝）。 |